# Teòcosm
Teòcosm (en llatí Theocosmus, en grec antic Θεόκοσμος) fou un escultor grec nascut a Mègara de la segona meitat del segle V aC. Era el pare de l'escultor Cal·licles de Mègara.
L'esmenta Pausànias que diu que va veure al temple del Zeus Olímpic a Mègara una obra inacabada criselefantina del déu, que Teòcosm havia fet amb ajut de Fídies, l'execució de la qual s'havia aturat en esclatar la guerra del Peloponès pels atacs atenencs a la Megàrida. La cara era d'ivori i or i la resta d'argila o similar. Va utilitzar uns troncs de fusta que hi havia al temple i els va recobrir amb or i ivori, i els va usar per acabar de compondre l'estàtua. Pausànias diu que per damunt del cap del déu hi havia les Hores i les Moires.
També va fer una estàtua d'Hermó, el pilot de Lisandre, part de l'ofrena dels espartans a Delfos després de la batalla d'Egospòtamos. Per aquest motiu se sap que Teòcosm va florir des de l'inici fins al final de la guerra del Peloponnès, és a dir, entre el 435 aC i el 430 aC.